# Hassiacosuchus
Hassiacosuchus — вимерлий рід малих алігаторидів раннього еоцену Німеччини, знайдений у ямі Мессель. Він був названий у 1935 році К. Вайтцелем, типовим видом є H. haupti. Другий вид, H. kayi, був названий у 1941 році C. C. Мук для матеріалу з бриджіану (ранній еоцен) штату Вайомінг, але був перепризначений до Procaimanoidea в 1967 році Вассерсугом і Гехтом. Hassiacosuchus може бути таким же, як Allognathosuchus; Крістофер Брошу рекомендував продовжувати використовувати Hassiacosuchus. 